# 周観
周 観（しゅう かん、生没年不詳）は、中国の北魏の軍人。本貫は代郡。

## 経歴
勇敢で膂力があり、戦陣のたびごとに、必ず先頭に立つことを志願した。功績により軍将長史に進み、まもなく軍将となった。赫連勃勃を攻撃して功績を挙げ、安川子の爵位を受け、北鎮軍将に転じた。太武帝が即位すると、周観は柔然に対する征戦に従った。都副将に昇進して、雲中に駐屯した。神䴥年間、再び柔然を討ち、勝利を得ると、爵位は侯に進んだ。赫連定を討ち、爵位は金城公に進み、都将に転じた。離石胡を撃破して、散騎常侍の位を加えられ、高平鎮将となった。太平真君初年、5軍を率いて禿髪保周を張掖郡で攻撃した。張掖の民数百家を平城に移住させることとなったが、周観は武威郡で勝手に諸将と分配して自分のものとした。太武帝は激怒して、周観を金城侯に落とし、内都大官とした。のちに周観は平南将軍・秦州刺史に任じられて、金城公に復爵した。秦州の統治に失敗して、秦州の民の薛永宗が人々を集めて汾曲でそむいた。周観は薛永宗を討って、流れ矢に当たって負傷した。太武帝が蒲坂に幸すると、周観は帝がやってくると聞いて、おそれて無理に起きあがり、傷が重くなって死去した。太武帝は怒って、かれの爵位を剥奪した。
子の周豆は、はじめ三郎となり、軍将に転じた。長楽郡太守として死去した。

## 伝記資料
- 『魏書』巻30 列伝第18
- 『北史』巻25 列伝第13